# Pumpellyite-(Mg)
La pumpellyite-(Mg) è un minerale.